# يوسف بن سعود بن عبد العزيز آل سعود
الأمير يوسف بن سعود بن عبد العزيز آل سعود الابن الثامن والأربعون من أبناء الملك سعود بن عبد العزيز آل سعود من زوجته مريم (أم شاهة) ولد عام 1963.

## أسرته
- سعود بن يوسف بن سعود بن عبد العزيز آل سعود.
- محمد بن يوسف بن سعود بن عبد العزيز آل سعود. متزوج من نورة بنت سلطان بن محمد الشهيل.[2]
- سارة بنت يوسف بن سعود بن عبد العزيز آل سعود.
- الجازي بنت يوسف بن سعود بن عبد العزيز آل سعود.
- الجوهرة بنت يوسف بن سعود بن عبد العزيز آل سعود.

إحدى بناته كانت متزوجة من سعود بن سيف الإسلام بن سعود بن عبد العزيز آل سعود.
| سبقه عز الدين بن سعود بن عبد العزيز آل سعود | ترتيب أبناء الملك سعود | تبعه عبد الكريم بن سعود بن عبد العزيز آل سعود |